# Анновка (Калужская область)
Анновка — деревня в Кировском районе Калужской области. Входит в состав сельского поселения «Деревня Верхняя Песочня». Расположена в 18 км к западу от города Киров.

## История
Известна с середины XVIII века, когда принадлежала князьям Голицыным.
После реформ 1861 года вошла в Мамоновскую волость Жиздринского уезда Калужской губернии.
В начале XX века в деревне работал лесоперерабатывающий завод М. С. Кузнецова, национализированный в 1918 году.
В боях за деревню Анновка 15 августа 1943 года командир стрелкового взвода, 1270 стрелкового полка 385-й стрелковой дивизии младший лейтенант Коломиец Алексей Семенович, повторил подвиг Александра Матросова, закрыв собой амбразуру вражеского дзота, за что был награждён орденом Отечественной войны 2-й степени посмертно.
В посёлке находится братская могила, где захоронены воины 385-й стрелковой дивизии 10-й армии Западного фронта, погибшие в боях с немецко-фашистскими захватчиками в августе-сентябре 1943 года. В мае 1975 года на могиле был установлен памятник.

## Население
| 1859 | 1896 | 1903 | 1913 | 1926 | 1994 | 2010 |
| ---- | ---- | ---- | ---- | ---- | ---- | ---- |
| 154  | 331  | 346  | 400  | 325  | 179  | 110  |